# Helena Kuczalska Prawdzic

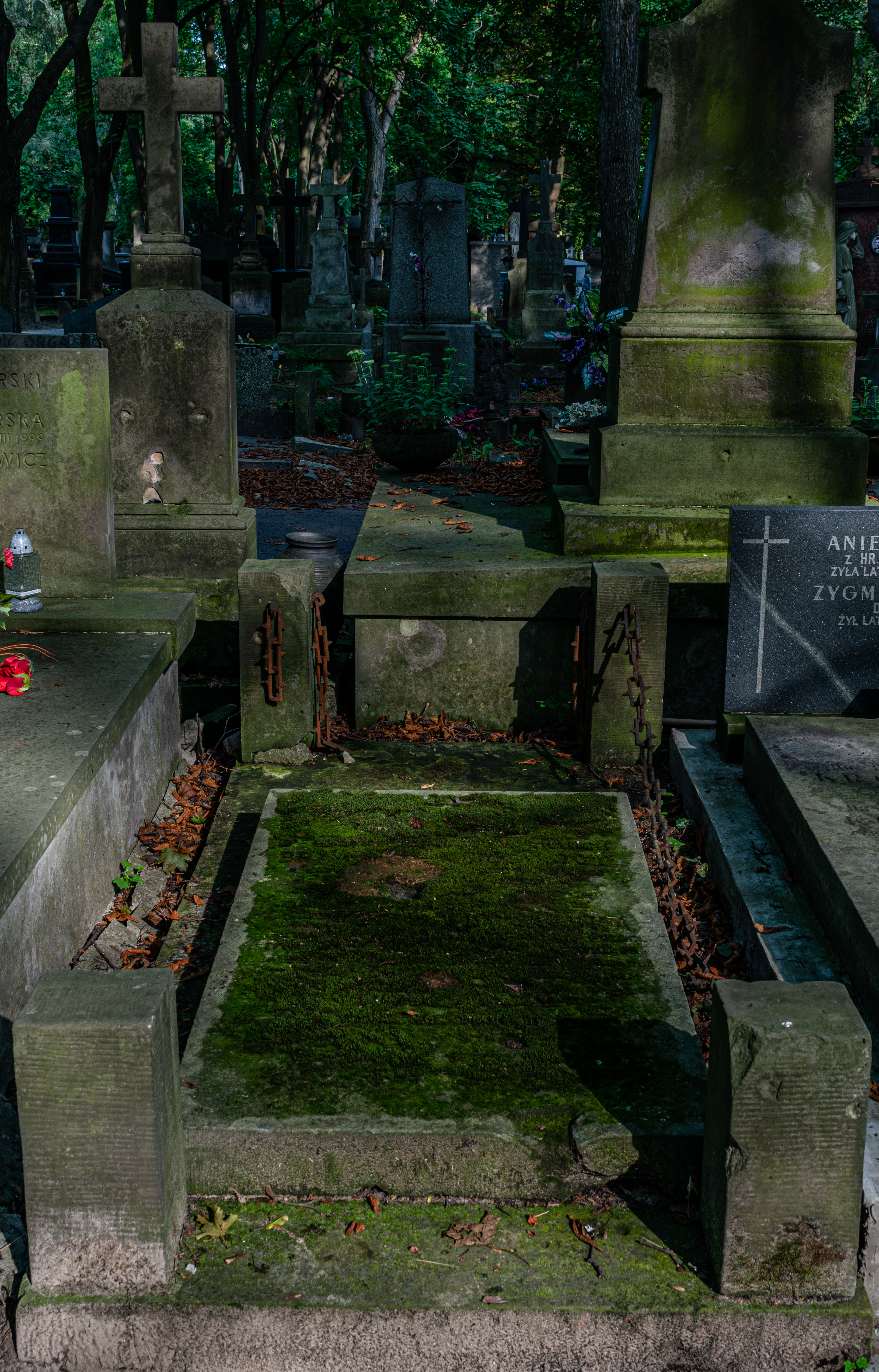
Grób Heleny Kuczalskiej Prawdzic na cmentarzu Powązkowskim

Helena Kuczalska Prawdzic (ur. 1854 na Podulu, zm. 30 kwietnia 1927), pedagog, pionierka wychowania fizycznego i sportu kobiet w Polsce. 

## Życiorys
Studiowała w Sztokholmie w Królewskim Centralnym Instytucie Gimnastycznym. Założony w 1813 instytut był pierwszą na świecie uczelnią, kształcącą nauczycieli gimnastyki, a od 1860 r. również nauczycielki gimnastyki. Po powrocie do kraju założyła (1892) w Warszawie Zakład Gimnastyki Szwedzkiej, Leczniczej, Zdrowotnej i Masażu dla Kobiet i Dzieci, a od 1900 prowadziła kursy dla nauczycielek gimnastyki. W roku 1906 otworzyła Warszawską Szkołę Gimnastyki Szwedzkiej i Masażu, pierwszą i jedyną w Królestwie Polskim instytucję kształcącą pedagogów w zakresie wychowania fizycznego. Helena Kuczalska-Prawdżic była też działaczką Ogrodów Gier i Zabaw Ruchowych im. W E. Raua, wzorowanych na ogrodach jordanowskich i założycielką (1906) „Grażyny" - pierwszej samodzielnej kobiecej organizacji gimnastycznej w Polsce, która wychowała wiele mistrzyń i rekordzistek Polski.
Współzałożycielka (w 1912) Warszawskiego Klubu Wioślarek, działaczka międzynarodowego ruchu wychowania fizycznego kobiet.
Spoczywa na cmentarzu Powązkowskim w Warszawie (kwatera 56, rząd 2, miejsce 4).